# IK Sirius
Az IK Sirius, teljes nevén Idrottsklubben Sirius egy svéd labdarúgócsapat, Uppsala városában. Jelenleg az svéd első osztályban szerepel. A klubot 1907-ben alapították. Az első osztályban 2017-ben szerepel először.
Hazai mérkőzéseiket a 6 300 fő befogadására alkalmas Studenternas IP-ben játsszák.

## Jelenlegi keret
2016. november 11. szerint.
| #  |     | Poszt | Név               |
| -- | --- | ----- | ----------------- |
| ?  | MAR | K     | Karim Fegrouch    |
| 1  | SWE | K     | Benny Lekström    |
| 2  | SWE | V     | Jakob Bergman     |
| 3  | SWE | V     | Karl Larson       |
| 4  | SWE | V     | Oscar Pehrsson    |
| 6  | USA | V     | Patrick Hopkins   |
| 7  | SWE | KP    | Niklas Busch Thor |
| 8  | SWE | KP    | Kim Skoglund      |
| 9  | SWE | CS    | Ante Björkebaum   |
| 10 | BIH | CS    | Dragan Kapčević   |
| 11 | SWE | KP    | Alexander Nilsson |
| 12 | SWE | KP    | Oscar Kindlund    |
| 13 | SWE | KP    | Kyria Kambusi     |

| #  |     | Poszt | Név                                            |
| -- | --- | ----- | ---------------------------------------------- |
| 14 | SWE | CS    | Ian Sirelius                                   |
| 15 | SWE | V     | Gustav Thörn                                   |
| 16 | SWE | KP    | Johan Andersson                                |
| 17 | GHA | KP    | Kingsley Sarfo                                 |
| ?  | SWE | KP    | Diego Montiel                                  |
| 18 | SWE | V     | Jesper Arvidsson                               |
| 19 | SWE | KP    | Christer Gustafsson                            |
| 20 | SWE | KP    | Moses Ogbu (kölcsönben a Jönköping csapatától) |
| 21 | SWE | KP    | Andreas Eriksson                               |
| 24 | SWE | KP    | Karvan Ahmadi                                  |
| 30 | SWE | K     | Lukas Jonsson                                  |

## Sikerek
- Division 2 Östra Svealand:
  - Bajnok: 1997
- Division 1 Norra:
  - Bajnok: 2013
  - Ezüstérmes: 2006, 2010
- Superettan:
  - Bajnok: 2016

## Ismertebb játékosok
| - Sigge Parling - Hans Mild - Per Hansson - Leif Eriksson - Roland Grip - Hasse Nilsson - Jano Alicata - Morgan Hedlund | - Hans Selander - Henrik Östlin - Golli Hashempour - Vadym Yevtushenko - Ola Andersson - Klebér Saarenpää - Darren Foreman - Kjell Johansson |